# Leni Björklund
Pour les articles homonymes, voir Björklund.
Leni Björklund, née le 5 juillet 1944 à Örebro (Suède), est une femme politique suédoise. Membre du Parti social-démocrate, elle est ministre de la Défense entre 2002 et 2006. 

## Biographie
Leni Björklund grandit à Örebro. Elle obtient une licence à l'université d'Uppsala. S'engageant politiquement au niveau local, elle est élue dans les années 1970 et 1980, d'abord dans la municipalité de Järfälla, au nord de Stockholm, de 1977 à 1979, puis au conseil du comté de Stockholm de 1980 à 1989. Elle occupe ensuite le poste de directrice générale de l'Institut de planification et de rationalisation des services sociaux et de santé.
Lorsque le Premier ministre Göran Persson la nomme dans son gouvernement le 21 octobre 2002, Leni Björklund est secrétaire générale de l'Église de Suède, poste qu'elle occupait depuis 1999. Elle est la première femme à occuper le poste de ministre de la Défense en Suède. En raison de son genre, elle n'a effectué aucun service militaire dans l'armée suédoise, devenant donc la première titulaire du poste à ne pas l'avoir fait.
Leni Björklund a également été signalée à plusieurs reprises à la Commission constitutionnelle. En novembre 2005, elle a été signalée pour avoir initié une coopération militaire avec l'Arabie saoudite[pas clair].

## Prix et distinctions
Leni Björklund est titulaire d'un doctorat honorifique de l'Institut Karolinska, une université de médecine de Stockholm.

## Sources
- (en) Cet article est partiellement ou en totalité issu de l’article de Wikipédia en anglais intitulé « Leni Björklund » (voir la liste des auteurs).